# ハリー・ケリー
ハリー・ケリー（Harry Carey, 1878年1月16日 - 1947年9月21日）は、アメリカ合衆国の俳優、映画監督、脚本家、映画プロデューサーである。本名ヘンリー・ディウィット・ケイリー二世（Henry DeWitt Carey II）、別名としてH・D・ケリー（H. D. Carey）、ハリー・D・ケリー（Harry D. Carey）、長男のハリー・ケリー・ジュニアが登場してからはハリー・ケリー・シニア（Harry Carey Sr.）ともクレジットされた。

## 人物・来歴
1878年（明治11年）1月16日、アメリカ合衆国のニューヨーク州ニューヨーク市ブロンクス区に「ヘンリー・ディウィット・ケイリー二世」として生まれる。
ニューヨーク大学ロースクールに進むが、ボート事故の後、肺を病み、療養中に戯曲を書く。記録に残る最古の映画出演作は、1909年（明治42年）、D・W・グリフィス監督の Bill Sharkey's Last Game である。1912年（大正元年）、グリフィスが監督した『見えざる敵』に出演している。1914年（大正3年）、自らプロデュースした主演作The Master Cracksman で映画監督としてもデビューする。このころの共演者は、当時の妻であったファーン・フォスターであるが、後に離婚する。
1916年（大正5年）には、ユニヴァーサル・フィルム・マニュファクチュアリング・カンパニー（現在のユニバーサル・ピクチャーズ）が同年設立した子会社・ブルーバード映画で『田舎者の都会見物』をジョージ・マーシャルと共同で監督、同作は日本でも公開された。1917年（大正6年）からフレッド・ケルシー監督による短篇西部劇に連続的に出演、同年、『武力の説教』に始まるジャック・フォード（のちのジョン・フォード）監督による一連の「シャイアン・ハリーもの」への主演を開始、1919年（大正8年）の『恵みの光』までの間、ケリーのフィルモグラフィがジョン・フォードのそれとほぼ一致する。
1920年（大正9年）1月、女優のオリーヴ・フラー・ゴールデン（オリーヴ・ケリー）と結婚、翌1921年（大正10年）5月16日、長男のハリー・ケリー・ジュニアが誕生する。
1939年（昭和14年）に製作・公開されたフランク・キャプラ監督の『スミス都へ行く』での演技が評価され、翌1940年（昭和15年）に行われた第12回アカデミー賞で助演男優賞にノミネートされた。
1947年（昭和22年）9月21日、カリフォルニア州ロサンゼルス市ブレントウッドで肺がんにより死去した。満69歳没。ニューヨーク市ブロンクスのウッドローン墓地に先祖・家族とともに眠る。映画産業への貢献により、ハリウッドのヴァイン街1501番地にハリウッド・ウォーク・オブ・フェームの星を刻む。

翌1948年（昭和23年）に公開された『三人の名付親』において、同作を監督したジョン・フォードは下記の献辞をケリーに送った。

## おもなフィルモグラフィ
特筆以外はすべて出演作である。
- Bill Sharkey's Last Game : 監督D・W・グリフィス、1909年
- 『見えざる敵』 : 監督D・W・グリフィス、1912年
- The Master Cracksman : 1914年 - プロデューサー・監督・脚本・主演
- McVeagh of the South Seas : 1914年 - プロデューサー・監督・脚本・主演（シリル・ブルースと共同監督、「H・D・ケリー」名義）
- For the Love of a Girl : 1916年 - 監督・主演
- 『田舎者の都会見物』 Love's Lariat : 1916年 - 監督・主演（ジョージ・マーシャルと共同監督）
- 『名犬』 The Bad Man of Cheyenne : 監督フレッド・ケルシー、1917年
- 『続名犬』 The Outlaw and the Lady : 監督フレッド・ケルシー、1917年
- 『ハリー誉れ』 The Honor of an Outlaw : 監督フレッド・ケルシー、1917年
- 『山彦』 A 44-Calibre Mystery : 監督フレッド・ケルシー、1917年
- 『改心』 The Mysterious Outlaw : 監督フレッド・ケルシー、1917年
- 『黄金の砲弾』 The Golden Bullet : 監督フレッド・ケルシー、1917年
- 『五千弗』 The Wrong Man : 監督フレッド・ケルシー、1917年
- Six-Shooter Justice : 監督フレッド・ケルシー、1917年
- 『武力の説教』 The Soul Herder : 監督ジャック・フォード、1917年 - シャイアン・ハリー役
- 『愛馬』 Cheyenne's Pal : 監督ジャック・フォード、1917年 - シャイアン・ハリー役
- 『誉の名手』 Straight Shooting : 監督ジャック・フォード、1917年 - シャイアン・ハリー役
- 『光の国へ』 The Secret Man : 監督ジャック・フォード、1917年 - シャイアン・ハリー役
- 『覆面の人』 A Marked Man : 監督ジャック・フォード、1917年 - シャイアン・ハリー役
- 『鄙より都会へ』 Bucking Broadway : 監督ジャック・フォード、1917年 - シャイアン・ハリー役
- 『幽霊騎手』 The Phantom Riders : 監督ジャック・フォード、1918年 - シャイアン・ハリー役
- 『布哇の一夜』 Wild Women : 監督ジャック・フォード、1918年 - シャイアン・ハリー役
- 『黄金の罪』 Thieves' Gold : 監督ジャック・フォード、1918年 - シャイアン・ハリー役
- 『真紅の血汐』 The Scarlet Drop : 監督ジャック・フォード、1918年
- 『砂に埋れて』 Hell Bent : 監督ジャック・フォード、1918年 - シャイアン・ハリー役
- 『新生涯』 A Woman's Fool : 監督ジャック・フォード、1918年
- 『鉄窓を出て』 en:Three Mounted Men : 監督ジャック・フォード、1918年 - シャイアン・ハリー役
- 『恋の投縄』（別題『縛られて』） Roped : 監督ジャック・フォード、1919年 - シャイアン・ハリー役
- 『回春録』（別題『戦うは愛の為』） A Fight for Love : 監督ジャック・フォード、1919年 - シャイアン・ハリー役
- 『空拳』 Bare Fists : 監督ジャック・フォード、1919年 - シャイアン・ハリー役
- 『復讐の騎手』 Riders of Vengeance : 監督ジャック・フォード、1919年 - シャイアン・ハリー役
- 『さすらいの旅』（別題『ポーカー・フラットの浮浪者』） The Outcasts of Poker Flat : 監督ジャック・フォード、1919年
- 『鞍上の勇者』 Ace of the Saddle : 監督ジャック・フォード、1919年 - シャイアン・ハリー役
- 『正義の騎手』 Rider of the Law : 監督ジャック・フォード、1919年
- 『西部の紳士』 A Gun Fightin' Gentleman : 監督ジャック・フォード、1919年 - シャイアン・ハリー役
- 『恵みの光』 Marked Men : 監督ジャック・フォード、1919年 - シャイアン・ハリー役
- 『縁の旅』 Overland Red : 監督リン・F・レイノルズ、1920年
- 『銀の十字架』 Bullet Proof : 監督リン・F・レイノルズ、1920年
- 『自由の郷へ』 Human Stuff : 監督B・リーヴズ・イースン、1920年 - 脚本・出演
- 『青條マッコーイ』 Blue Streak McCoy : 監督B・リーヴズ・イースン、1920年
- 『男と成りて』 Sundown Slim : 監督ヴァル・ポール、1920年
- 『西は西』 West Is West : 監督ヴァル・ポール、1920年
- 『心捧げて』 Hearts Up : 監督ヴァル・ポール、1921年 - 原作・出演
- 『熱血の焔』（別題『ザ・フリーズ・アウト』） The Freeze-Out : 監督ジャック・フォード、1921年
- 『鉄の拳』 The Wallop : 監督ジャック・フォード、1921年 - 原作・出演
- 『吹雪の道』 Desperate Trails : 監督ジャック・フォード、1921年 - 原作・出演
- 『狐』 The Fox : 監督ロバート・ソーンビー、1921年 - 原作・出演
- 『男対男』 Man to Man : 監督スチュアート・ペイトン、1922年
- 『反抗』 The Kickback : 監督ヴァル・ポール、1922年 - 原作・出演
- 『征服の栄冠』 Good Men and True : 監督ヴァル・ポール、1922年
- 『吾勝てり』 Canyon of the Fools : 監督ヴァル・ポール、1923年
- 『夜の鷹』 The Night Hawk : 監督スチュアート・ペイトン、1924年
- 『電光騎手』 The Lightning Rider : 監督ロイド・イングレアム、1924年
- 『ここは西部だ 暴力恐怖時代』（別題『猛虎の怒り』） Tiger Thompson : 監督B・リーヴズ・イースン、1924年
- 『鉄路に轟く』 Roaring Rails : 監督トム・フォアマン、1924年
- 『燃ゆる四十』 The Flaming Forties : 監督トム・フォアマン、1924年
- 『シカゴキッド』 Soft Shoes : 監督ロイド・イングレアム、1925年
- 『赤い谷から来た男』 The Man from Red Gulch : 監督エドモンド・モーティマー、1925年
- 『滑れケリー』 Slide, Kelly, Slide : 監督エドワード・セジウィック、1927年
- 『黄金の世界へ』 The Trail of '98 : 監督クラレンス・ブラウン、1928年
- 『トレイダ・ホーン』 Trader Horn : 監督W・S・ヴァン・ダイク、1931年
- 『死の拳銃狩』（別題『聖ジョンソン』） Law and Order : 監督エドワード・L・カーン、1932年
- 『モヒカン族の最後』 The Last of the Mohicans : 監督フォード・ビーブ / B・リーヴズ・イースン、1932年
- 『轟く天地』 The Thundering Herd : 監督ヘンリー・ハサウェイ、1933年
- 『燃ゆる山道』 Sunset Pass : 監督ヘンリー・ハサウェイ、1933年
- 『森の男』 Man of the Forest : 監督ヘンリー・ハサウェイ、1933年
- 『硝煙牧場』 Powdersmoke Range : 監督ウォーレス・フォックス、1935年
- 『バーバリー・コースト』 Barbary Coast : 監督ハワード・ホークス、1935年
- 『虎鮫島脱獄』 The Prisoner of Shark Island : 監督ジョン・フォード、1936年
- 『黄金』 Sutter's Gold : 監督ジェームズ・クルーズ、1936年
- 『名なし児』（別題『子供の世界』） Little Miss Nobody : 監督ジョン・G・ブライストーン、1936年
- 『無法者仁義』 The Last Outlaw : 監督クリスティ・キャバンヌ、1936年
- 『情熱への反抗』 Valiant is the word for Carrie : 監督ウェズリー・ラッグルズ、1936年
- 『影なき魔手』 The Accusing Finger : 監督ジェームズ・P・ホーガン、1936年
- 『倒れるまで』 Kid Galahad : 監督マイケル・カーティス、1937年
- 『海の魂』 Souls at Sea : 監督ヘンリー・ハサウェイ、1937年
- 『兵学校の花形』 Annapolis Salute : 監督クリスティ・キャバンヌ、1937年
- 『真人間』 You and Me : 監督フリッツ・ラング、1938年
- 『大空に賭ける』 Sky Giant : 監督ルー・ランダース、1938年
- 『十一人の脱獄者』 King of Alcatraz : 監督ロバート・フローリー、1938年
- 『スミス都へ行く』 Mr. Smith Goes to Washington : 監督フランク・キャプラ、1939年
- Outside the Three-Mile Limit : 監督ルイス・D・コリンズ、1940年
- Beyond Tomorrow : 監督A・エドワード・サザーランド、1940年
- They Knew What They Wanted : 監督ガーソン・ケニン、1940年
- 『丘の羊飼い』 The Shepherd of the Hills : 監督ヘンリー・ハサウェイ、1941年
- Parachute Battalion : 監督レスリー・グッドウィンズ、1941年
- 『砂丘の敵』 Sundown : 監督ヘンリー・ハサウェイ、1941年
- 『地下室の狂人』 Among the Living : 監督スチュアート・ヘイスラー、1941年
- 『スポイラース』（別題『荒くれ魂』） The Spoilers : 監督レイ・エンライト、1942年
- 『空軍/エア・フォース』 Air Force : 監督ハワード・ホークス、1943年
- Happy Land : 監督アーヴィング・ピチェル、1943年
- The Great Moment : 監督プレストン・スタージェス、1944年
- China's Little Devils : 監督モンタ・ベル、1945年
- 『白昼の決闘』 Duel in the Sun : 監督キング・ヴィダー、1946年
- 『拳銃無宿』 Angel and the Badman : 監督ジェームズ・エドワード・グラント、1947年
- 『大草原』 The Sea of Grass : 監督エリア・カザン、1947年
- 『赤い河』 Red River : 監督ハワード・ホークス、1948年
- 『わが心にかくも愛しき(私の心よ)』 So Dear to My Heart : 監督ハロルド・D・シュスター / ハミルトン・ラスク、1948年

## 関連事項
- アメリカン・ミュートスコープ・アンド・バイオグラフ・カンパニー（en:American Mutoscope and Biograph Company）
- ブレントウッド (ロサンゼルス市) （en:Brentwood, Los Angeles, California）
- ヴァイン街 （en:Vine Street）

## 註
1. 1 2 3 4 5 6 7 8 9 10 11 12 13 14 15  Harry Carey, Internet Movie Database （英語）, 2010年4月22日閲覧。
2. ↑  『ブルーバード映画の記録』 : 製作・著・発行山中十志雄・塚田嘉信、1984年4月、p.60-63.
3. ↑  John Ford - IMDb（英語）, 2010年4月22日閲覧。
4. ↑  Harry Carey, Find A Grave （英語）, 2010年4月22日閲覧。